# Hợp Thịnh
Hợp Thịnh là một xã thuộc tỉnh Bắc Ninh, Việt Nam.

## Địa lý
Xã Hợp Thịnh có vị trí địa lý:
- Phía đông giáp các xã Hiệp Hòa và Hoàng Vân
- Phía tây giáp các xã Đa Phúc và Trung Giã, thành phố Hà Nội
- Phía nam giáp xã Xuân Cẩm
- Phía bắc giáp các phường Trung Thành và Vạn Xuân, tỉnh Thái Nguyên.

Xã Hợp Thịnh có diện tích 49,27 km², dân số 71.714 người, mật độ dân số đạt 1.455 người/km².

## Hành chính
Xã Hợp Thịnh được chia thành 6 thôn: Trung Tâm, Hương Ninh, Đa Hội, Ninh Tào, Đồng Đạo, Gò Pháo.

## Lịch sử
Ngày 16 tháng 6 năm 2025, Ủy ban Thường vụ Quốc hội ban hành Nghị quyết số 1658/NQ-UBTVQH15 của UBTVQH về việc sắp xếp các đơn vị hành chính cấp xã của tỉnh Bắc Ninh năm 2025. Theo đó, sắp xếp toàn bộ diện tích tự nhiên, quy mô dân số của các xã Thường Thắng, Mai Trung, Hùng Thái, Sơn Thịnh và Hợp Thịnh thành xã mới có tên gọi là xã Hợp Thịnh.